# Podział administracyjny Czech
Aktualny podział administracyjny Czech obejmuje 13 krajów samorządowych + miasto wydzielone Praga (czes. Samosprávné kraje), które są jednostkami samorządu terytorialnego. Na podstawie ustawy nr 51/2020 z 29 stycznia 2020 w sprawie terytorialnego podziału administracyjnego państwa, 1 stycznia 2021 powstały okręgi administracyjne krajów pokrywające się terytorialnie z jednostkami samorządowymi. Czeskie kraje (czes. kraj) są często błędnie tłumaczone na język polski jako województwa, okręgi lub regiony.
Obecny podział na kraje obowiązuje od 2000 roku. Wcześniej kraje były podzielone na mniejsze jednostki – powiaty (cz. okres). Od 1 stycznia 2003 powiaty nie są już jednostką samorządu terytorialnego Czech, a ich dotychczasowe uprawnienia przeniesiono częściowo na szczebel wyższy – krajowy i niższy, gdzie powołano nowe jednostki administracyjne w postaci gmin z rozszerzonymi uprawnieniami (czes. obce s rozšířenou působností) oraz gmin z gminnym urzędem nadzoru (cz. obce s pověřeným obecním úřadem). Podział na powiaty zachowały jednak sądy, státní zastupitelství (odpowiednik prokuratur), policja i niektóre inne urzędy państwowe. Został również zachowany dla celów statystycznych.
24 czeskie miasta: Brno, Cieplice, Chomutov, Frydek-Mistek, Czeskie Budziejowice, Děčín, Hawierzów, Hradec Králové, Igława, Karlowe Wary, Karwina, Kladno, Liberec, Mladá Boleslav, Most, Ołomuniec, Opawa, Ostrawa, Pardubice, Pilzno, Praga (de facto), Przerów, Uście nad Łabą i Zlin to miasta statutarne, których administracja zorganizowana jest według lokalnego prawa zawartego w statucie miejskim.

## Kraje samorządowe
| Kraj               | Nazwa oryginalna   | Stolica              | Populacja (2018) | Powierzchnia (km²) | Gęstość zaludnienia (os./km²) | PKB (w mln CZK, 2016) | PKB (na mieszkańca, 2016) |
| ------------------ | ------------------ | -------------------- | ---------------- | ------------------ | ----------------------------- | --------------------- | ------------------------- |
| Praga              | Hlavní město Praha | Praga                | 1 294 513        | 496                | 2 581                         | 1 193 240             | 937 542                   |
| środkowoczeski     | Středočeský        | Praga                | 1 352 795        | 10 929             | 123                           | 552 470               | 414 379                   |
| południowoczeski   | Jihočeský          | Czeskie Budziejowice | 640 196          | 10 058             | 64                            | 238 620               | 373 833                   |
| pilzneński         | Plzeňský           | Pilzno               | 580 816          | 7 649              | 76                            | 243 908               | 422 251                   |
| karlowarski        | Karlovarský        | Karlowe Wary         | 295 686          | 3 310              | 90                            | 89 461                | 300 894                   |
| ustecki            | Ústecký            | Uście nad Łabą       | 821 080          | 5 339              | 154                           | 274 254               | 333 521                   |
| liberecki          | Liberecký          | Liberec              | 441 300          | 3 163              | 139                           | 155 081               | 352 313                   |
| hradecki           | Královéhradecký    | Hradec Králové       | 551 089          | 4 759              | 116                           | 221 053               | 401 056                   |
| pardubicki         | Pardubický         | Pardubice            | 518 337          | 4 519              | 114                           | 186 151               | 360 372                   |
| Wysoczyna          | Vysočina           | Igława               | 508 916          | 6 796              | 75                            | 190 141               | 373 421                   |
| południowomorawski | Jihomoravský       | Brno                 | 1 183 207        | 7 188              | 164                           | 513 666               | 436 430                   |
| ołomuniecki        | Olomoucký          | Ołomuniec            | 633 178          | 5 271              | 120                           | 219 892               | 346 789                   |
| zliński            | Zlínský            | Zlin                 | 583 056          | 3 963              | 147                           | 228 601               | 391 336                   |
| morawsko-śląski    | Moravskoslezský    | Ostrawa              | 1 205 886        | 5 430              | 223                           | 466 702               | 385 247                   |
| Czechy             | Česká republika    | Praga                | 10 610 055       | 78 870             | 134                           | b.d.                  | b.d.                      |

## Okręgi terytorialne 1960-2020
1. Miasto stołeczne Praga (Hlavní město Praha)
2. Kraj południowoczeski (Jihočeský kraj), stolica: Czeskie Budziejowice
3. Kraj południowomorawski (Jihomoravský kraj), stolica: Brno
4. Kraj północnoczeski (Severočeský kraj), stolica: Uście nad Łabą
5. Kraj północnomorawski (Severomoravský kraj), stolica: Ostrawa
6. Kraj środkowoczeski (Středočeský kraj), stolica: Praga
7. Kraj wschodnioczeski (Východočeský kraj), stolica: Hradec Králové
8. Kraj zachodnioczeski (Západočeský kraj), stolica: Pilzno

## Gminy z rozszerzonymi uprawnieniami

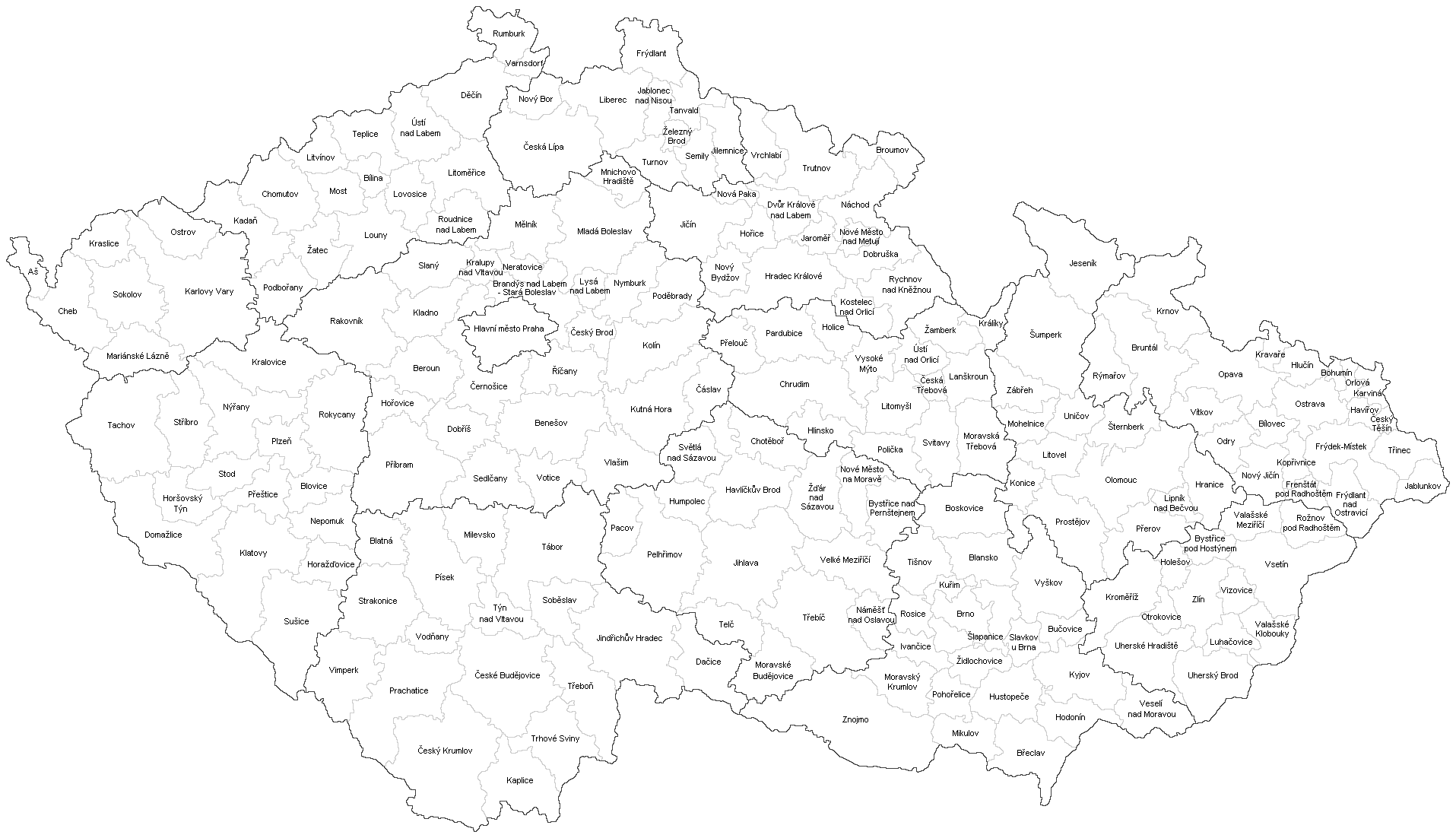
Podział Czech na obwody gmin z rozszerzonymi uprawnienami

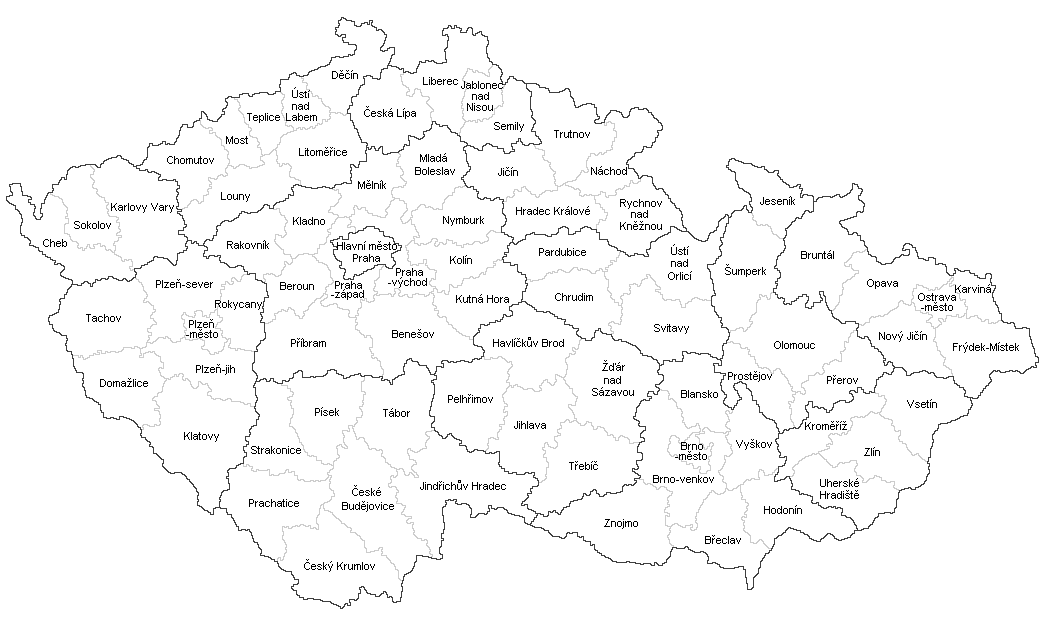
Podział na powiaty (do 2003 roku), obecnie zachowany do celów statystycznych

Gminy z rozszerzonymi uprawnieniami to gminy o rozszerzonym zakresie kompetencji (czasem nazywane gminami III stopnia). Urzędy takich gmin pośredniczą między urzędami krajowymi (cz. Krajský úřad) a urzędami gmin zwykłych (nazywanymi gminami I stopnia). Urzędy gminne w gminach o rozszerzonym zakresie kompetencji funkcjonują zwykle nie tylko dla własnej gminy, ale i dla okolicznych, tworząc jej obwód.

## Gminy z gminnym urzędem nadzoru
Gminy z gminnym urzędem nadzoru (cz. obce s pověřeným obecním úřadem) to gminy, w których funkcjonują urzędy gminne, podejmujące decyzje w pierwszej instancji prawa administracyjnego przewidzianych dla osób fizycznych i prawnych, chyba że ustawa stanowi inaczej. Z reguły urzędy te pełnią tę rolę nie tylko dla gminy, w której się znajdują (nazywanymi gminami II stopnia), ale i dla okolicznych, tworząc jej obwód, częstokroć pokrywający się z obwodami gmin z rozszerzonymi uprawnieniami.